# Bankruptcy Abuse Prevention and Consumer Protection Act
Bankruptcy Abuse Prevention and Consumer Protection Act of 2005 (BAPCPA) är en amerikansk federal lag som medförde flera signifikanta förändringar i USA:s konkurslagstiftning (United States Bankruptcy Code). Lagförslaget röstades igenom i USA:s 109:e kongress den 14 april 2005 och president George W. Bush signerade lagen den 10 april 2005.